# Woltem
Woltem è una frazione (Ortschaft) della città di Soltau, nel land della Bassa Sassonia, in Germania.

## Storia
Già comune autonomo nel circondario di Fallingbostel, fu soppresso e incorporato a Soltau il 1º marzo 1974.